# Lim Chong Eu
Lim Chong Eu (28 de maio de 1919 - 24 de novembro de 2010) foi um político malaio.